# Bordeaux Côtes de Francs
Bordeaux Côtes de Francs es un vino con denominación de origen de la región vinícola de Burdeos, en Francia. El nombre de "Côtes de Francs" puede unirse al de "Bordeaux" para los vinos blancos (secos y generosos) y tintos que, cumpliendo con los requisitos de la denominación Bordeaux, respondan a unos requisitos añadidos. 
Los vinos tintos han debido elaborarse en el territorio de las comunas de Francs, Saint-Cibard y Tayac, a condición de haberse producido sólo con uvas cabernet, malbec y merlot rouge, con el límite de un rendimiento de 50 hectolitros por hectárea de viñedo en producción, 187 gramos de azúcar natural por litro y presentando, después de la fermentación, una graduación alcohólica de mínimo 11º.
Para los vinos blancos, sobre el territorio delimitado de las comunas de Francs, Saint-Cibard y Tayac, a condición de que se produzcan sólo con las variedades semillón, sauvignon y muscadelle, con el límite de un rendimiento de 50 hl por hectárea de viñedo en producción que tenga para los secos, 196 g de azúcar natural por litro y presente, después de la fermentación, un grado alcohólico mínimo de 11º 5 de alcohol adquirido, para los generosos, 223 gramos de azúcar natural por litro y presente después de la fermentación un grado alcohólico mínimo de 11º5 de alcohol adquirido con una cantidad mínima de 27 gramos de azúcar natural por litro. 
Estos vinos no pueden comercializarse con la denominación "Bordeaux" seguida de "Côtes de Francs" sin un certificado entregado por una comisión de degustación designada por el INAO, a petición del sindicato vitícola de las "Côtes de Francs". Esta comisión examinará si el vino responde a las condiciones fijadas por el decreto regulador. 